# Les Aventures du Pharmachien
 (juin 2022).
Si vous disposez d'ouvrages ou d'articles de référence ou si vous connaissez des sites web de qualité traitant du thème abordé ici, merci de compléter l'article en donnant les références utiles à sa vérifiabilité et en les liant à la section « Notes et références ».
 (juin 2022).
La mise en forme du texte ne suit pas les recommandations de Wikipédia : il faut le « wikifier ».
Les points d'amélioration suivants sont les cas les plus fréquents. Le détail des points à revoir est peut-être précisé sur la page de discussion.
- Les titres sont pré-formatés par le logiciel. Ils ne sont ni en capitales, ni en gras.
- Le texte ne doit pas être écrit en capitales (les noms de famille non plus), ni en gras, ni en italique, ni en « petit »…
- Le gras n'est utilisé que pour surligner le titre de l'article dans l'introduction, une seule fois.
- L'italique est rarement utilisé : mots en langue étrangère, titres d'œuvres, noms de bateaux, etc.
- Les citations ne sont pas en italique mais en corps de texte normal. Elles sont entourées par des guillemets français : « et ».
- Les listes à puces sont à éviter, des paragraphes rédigés étant largement préférés. Les tableaux sont à réserver à la présentation de données structurées (résultats, etc.).
- Les appels de note de bas de page (petits chiffres en exposant, introduits par l'outil «  Source ») sont à placer entre la fin de phrase et le point final[comme ça].
- Les liens internes (vers d'autres articles de Wikipédia) sont à choisir avec parcimonie. Créez des liens vers des articles approfondissant le sujet. Les termes génériques sans rapport avec le sujet sont à éviter, ainsi que les répétitions de liens vers un même terme.
- Les liens externes sont à placer uniquement dans une section « Liens externes », à la fin de l'article. Ces liens sont à choisir avec parcimonie suivant les règles définies. Si un lien sert de source à l'article, son insertion dans le texte est à faire par les notes de bas de page.
- La présentation des références doit suivre les conventions bibliographiques. Il est recommandé d'utiliser les modèles {{Ouvrage}}, {{Chapitre}}, {{Article}}, {{Lien web}} et/ou {{Bibliographie}}. Le mode d'édition visuel peut mettre en forme automatiquement les références.
- Insérer une infobox (cadre d'informations à droite) n'est pas obligatoire pour parachever la mise en page.

Pour une aide détaillée, merci de consulter Aide:Wikification.
Si vous pensez que ces points ont été résolus, vous pouvez retirer ce bandeau et améliorer la mise en forme d'un autre article.
Les Aventures du pharmachien est une émission de télévision québécoise animée par Olivier Bernard, produite par Sphère Média, diffusée entre le 2 décembre 2016 et le 11 mars 2022 à ICI Explora. 

## Synopsis
Cette série documentaire s’attaque aux fausses vérités et aux croyances populaires en santé. Un univers fascinant et éclaté qui présente un pharmachien en mission pour différencier le vrai du n’importe quoi en santé. Chaque épisode de la série porte sur un thème précis, allant de la calvitie aux produits dentaires, en passant par le sommeil des bébés, et est construit autour d’un questionnement de l’animateur. 
Pour répondre à sa quête, le Pharmachien va à la rencontre de spécialistes, confronte ses idées, fait des tests, prête quelquefois son corps à la science et nous présente les résultats d’études crédibles. 

## Animation
L'émission est animée par Olivier Bernard alias Le Pharmachien. 

## Épisodes

### Saison 1
1. La détox du foie
2. L'alimentation bio
3. L'effet placebo
4. La diète alcaline
5. Les régimes
6. Les écrans solaires
7. Les jus
8. Les produits naturels
9. L'hypnose
10. Le gluten
11. Les superaliments
12. Le système immunitaire
13. L'homéopathie
14. Les vaccins
15. Les ondes électromagnétiques

### Saison 2
1. Le cannabis médical
2. Les OGM
3. Le TDAH
4. Les suppléments alimentaires pour sportifs
5. La pilule contraceptive
6. Les thérapies énergétiques
7. Le lait
8. Les traitements contre le cancer
9. Le jeûne
10. L'intestin et le microbiote
11. L'allaitement
12. L'alcool
13. Les produits cosmétiques

### Saison 3
1. L'ostéopathie
2. La diète cétogène
3. L'autisme
4. L'alimentation végétalienne
5. L'accouchement
6. La maladie de Lyme
7. Les métaux lourds
8. Les vitamines
9. Les antibiotiques
10. Les examens médicaux
11. Les allergies et les intolérances alimentaires
12. Les émotions et la santé
13. L'eau

### Saison 4
1. L'acupuncture
2. Les pesticides
3. La fertilité
4. Les bloqueurs d'hormones
5. Les diètes anti-inflammatoires
6. Les parasites
7. Les Oméga-3
8. Les antidépresseurs
9. Le poids et la santé
10. Les médicaments génériques
11. Les coachs de vie et la PNL
12. La transformation alimentaire
13. Le vaccin contre le VPH

### Saison 5
1. La technologie 5G
2. Les thérapies par le froid
3. La toxine botulique
4. La nourriture animale
5. Booster la capacité intellectuelle
6. La massothérapie
7. La vitamine D
8. La méditation
9. Le langage non-verbal
10. Le soya
11. La lumière bleue
12. Les dates de péremption des médicaments
13. Les traitements à base de cellules souches
14. Les suppléments contre l'arthrose
15. Les médicaments contre le cholestérol
16. L'agriculture bio
17. Le syndrome de la fatigue chronique
18. Le jus de betteraves et les performances sportives
19. Les tests génétiques
20. L'hormonothérapie
21. Les zoonoses
22. Les souvenirs refoulés
23. La terre plate

### Saison 6
1. L'anxiété
2. Les antisudorifiques
3. Les crèmes hydratantes
4. Les rêves
5. La perte de cheveux
6. Le sommeil des bébés
7. Le four à micro-ondes
8. Sexe biologique, genre et santé
9. Les produits dentaires
10. La caféine
11. Les blessures sportives
12. Les tests de personnalité
13. La chasse aux fantômes